# Luchthaven Tallinn Lennart Meri

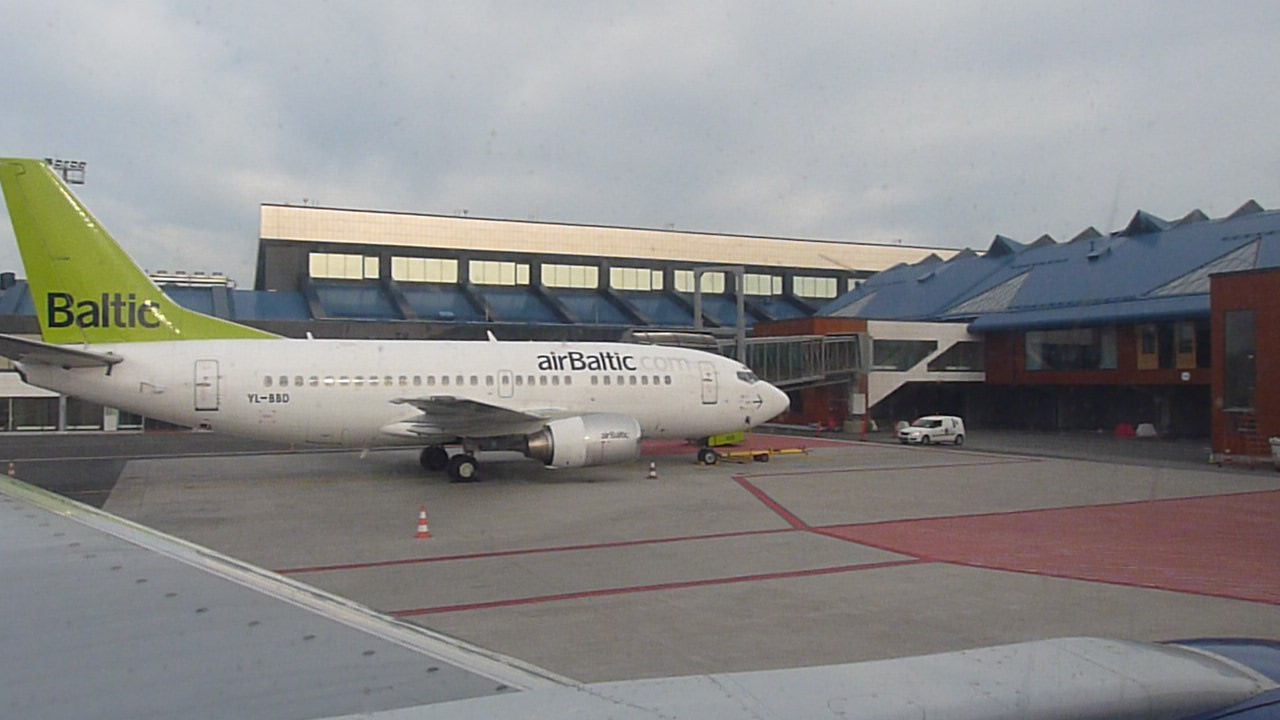
Toestel van airBaltic op Tallinn Airport

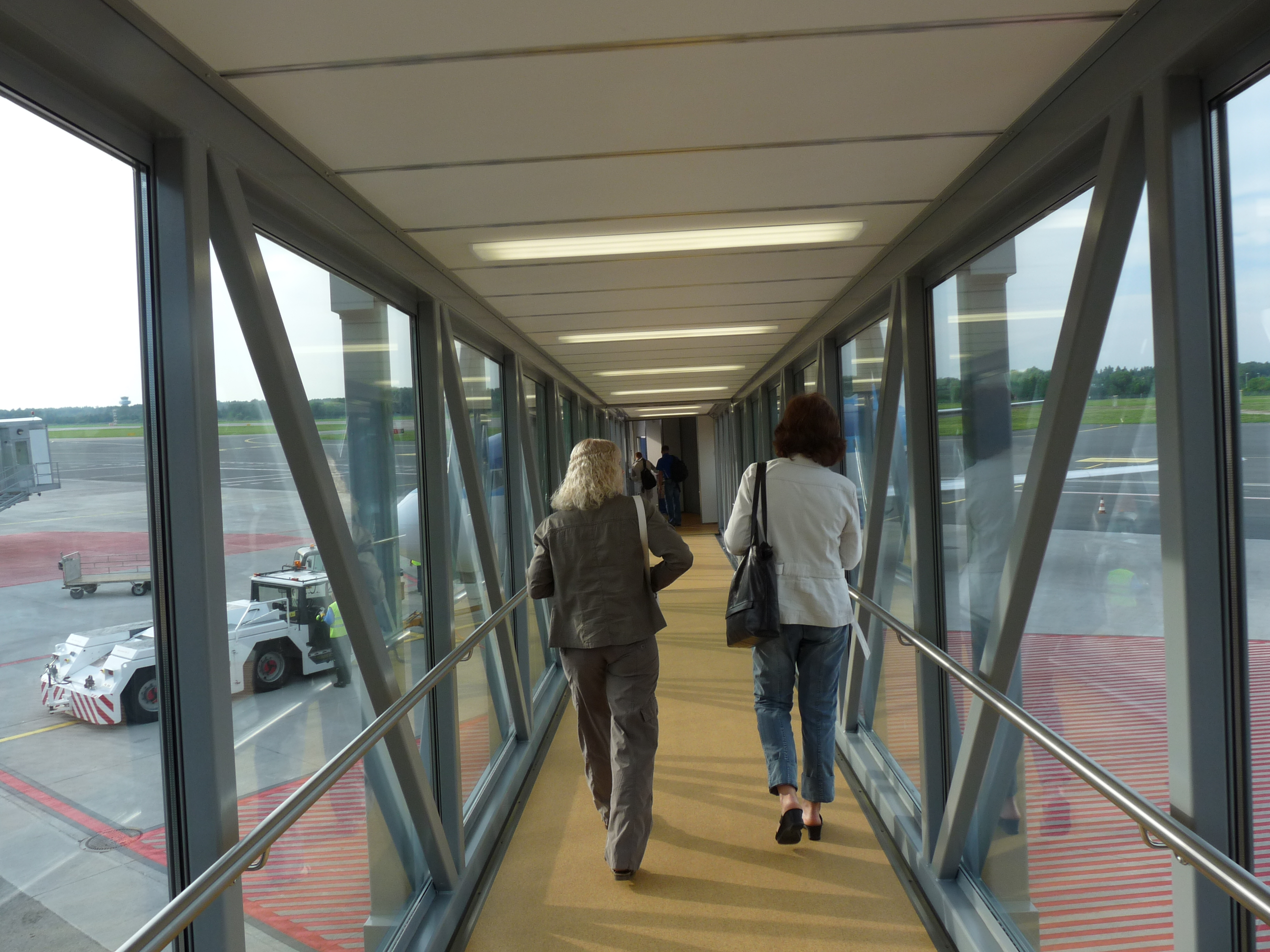
Een gate op Tallinn Airport

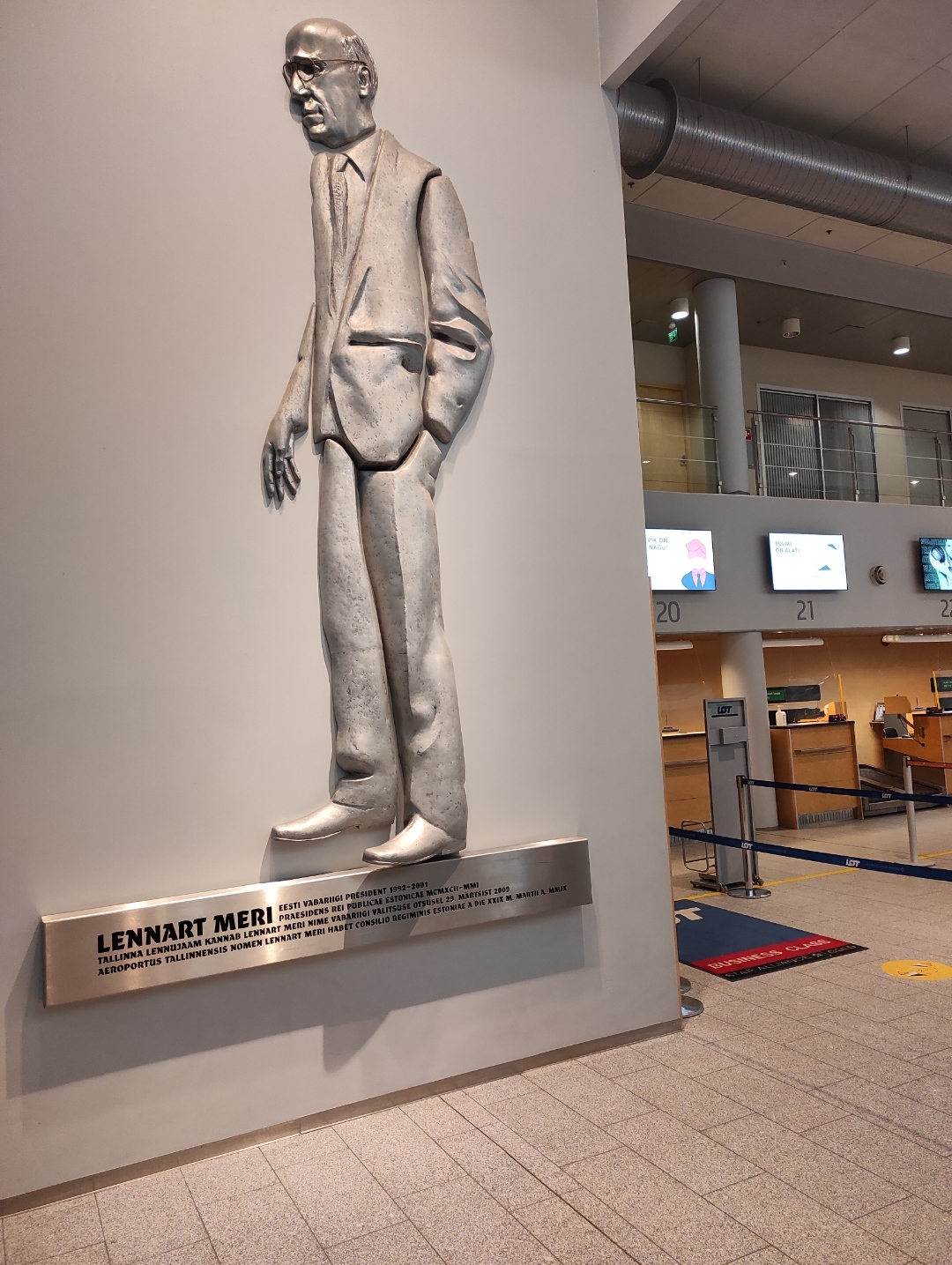
Beeld van Lennart Meri op de gelijknamige luchthaven

Luchthaven Tallinn Lennart Meri of Luchthaven Ülemiste (IATA: TLL, ICAO: EETN; Ests: Lennart Meri Tallinna lennujaam) is de grootste luchthaven van Estland en de thuisbasis van de nationale luchtvaartmaatschappij Nordica (luchtvaartmaatschappij). Vanaf deze luchthaven worden zowel binnenlandse als internationale vluchten uitgevoerd. Hij ligt op ongeveer 4 kilometer van het centrum van Tallinn op de oostelijke oever van het Ülemistemeer.
De luchthaven heeft een start- en landingsbaan van asfaltbeton. Deze is 3070 meter lang en 45 meter breed en daarmee groot genoeg om een Boeing 747 te kunnen ontvangen.
Sinds 29 maart 2009 heeft de luchthaven zijn huidige naam, ter ere van Lennart Meri, die tussen 1992 en 2001 president van Estland was.

## Geschiedenis
De bouw van Tallinn Airport begon in 1932, en het vliegveld werd officieel geopend op 20 september 1936. Tussen 1945 en 1989 was Aeroflot de enige luchtvaartmaatschappij die op Tallinn Airport vloog. Reguliere vluchten met straalvliegtuigen startten in 1962. Een nieuwe terminal werd gebouwd in  1970, toen ook de start- en landingsbaan werden verlengd. De eerste buitenlandse luchtvaartmaatschappij die regelmatige vluchten op Tallinn uitvoerde was SAS in het najaar van 1989. Het terminalgebouw werd in 1989 geheel gerenoveerd en gemoderniseerd en werd in 2008 opnieuw sterk uitgebreid.

## Statistieken
Het totaal aantal passagiers van de luchthaven is gestegen met gemiddeld 14,2% per jaar in de periode 1998 - 2009. Per jaareinde 2010 heeft Ryanair de luchthaven opgenomen in het routenetwerk. Dit heeft sindsdien geleid tot een zeer sterke groei in het aantal passagiers en vliegtuigbewegingen. Ryanair had eind 2011 al een marktaandeel van 20%. In 2018 werd de grens van 3.000.000 reizigers geslecht. 
| Statistieken Luchthaven Tallinn | Statistieken Luchthaven Tallinn | Statistieken Luchthaven Tallinn | Statistieken Luchthaven Tallinn | Statistieken Luchthaven Tallinn |
| Jaar                            | Passagiers aankomst             | Passagiers vertrek              | Vracht aankomst (ton)           | Vracht vertrek (ton)            |
| ------------------------------- | ------------------------------- | ------------------------------- | ------------------------------- | ------------------------------- |
| 2013                            | 965.263                         | 993.359                         | 17.814                          | 3.045                           |
| 2014                            | 999.507                         | 1.020.367                       | 15.949                          | 3.490                           |
| 2015                            | 1.064.334                       | 1.098.001                       | 12.463                          | 3.585                           |
| 2016                            | 1.090.595                       | 1.125.280                       | 8.199                           | 5.664                           |
| 2017                            | 1.296.800                       | 1,340,109                       | 6.429                           | 4.804                           |
| 2018                            | 1.478.199                       | 1.517.631                       | 6.508                           | 4.966                           |
| 2019                            | 1.604.773                       | 1.653.550                       | 5.898                           | 4.968                           |
| 2020                            | 429.759                         | 428.406                         | 5.358                           | 3.773                           |
| 2021                            | 641.215                         | 651.900                         | 5.641                           | 4.892                           |
| 2022                            | 1.353.688                       | 1.378.112                       | 5.733                           | 5.056                           |
| 2023                            | 1.471.321                       | 1.475.002                       | 4.382                           | 3.967                           |

## Luchtvaartmaatschappijen en bestemmingen
- airBaltic - Amsterdam, Riga, Vilnius
- Avies - Kärdla, Kuressaare, Torsby, Sveg, Pajala
- Blue1 (uitgevoerd door Golden Air) - Helsinki
- City Airline - Gotenburg-Landvetter
- Czech Airlines - Praag
- EasyJet  - Londen-Stansted, Liverpool (vanaf 26 april)
- Finnair - Helsinki
- Finnair (uitgevoerd door Finncomm Airlines) - Helsinki
- LOT Polish Airlines - Warschau
- Lufthansa - Frankfurt, München
- Norwegian Air Shuttle - Oslo-Gardermoen
- Ryanair - Bergamo, Bremen, Dublin, East Midlands, Edinburgh, Gerona, Londen-Luton (stopt 29 maart), Oslo-Rygge, Stockholm-Skavsta, Weeze